# Stefan Semmler
Stefan Semmler, född den 5 maj 1952 i Zschopau i Tyskland, är en östtysk roddare.
Han tog OS-guld i fyra utan styrman i samband med de olympiska roddtävlingarna 1980 i Moskva.